# 什内尔赛姆
什内尔赛姆（法語：Schnersheim，法語發音：[ʃnɛʁsaim]）是法国下莱茵省的一个市镇，属于萨韦尔讷区。

## 地理
什内尔赛姆（48°39'24"N, 7°34'4"E）面积10.82 平方千米，位于法国大東部大區下莱茵省，该省份为法国大陆部分最东部的省份，是阿尔萨斯的一部分，今与上莱茵省组成了阿尔萨斯欧洲集体，其南至上莱茵省，西南接孚日省和默尔特-摩泽尔省，西接摩泽尔省，北与德国接壤，东侧沿莱茵河与德国相望。
与什内尔赛姆接壤的市镇（或旧市镇、城区）包括：迪尔宁根、贝尔斯泰、多瑟南科谢尔斯贝尔、下费瑟奈姆、纳加尔坦伊特勒南、维尔戈泰姆、维韦尔桑。
什内尔赛姆的时区为UTC+01:00、UTC+02:00（夏令时）。

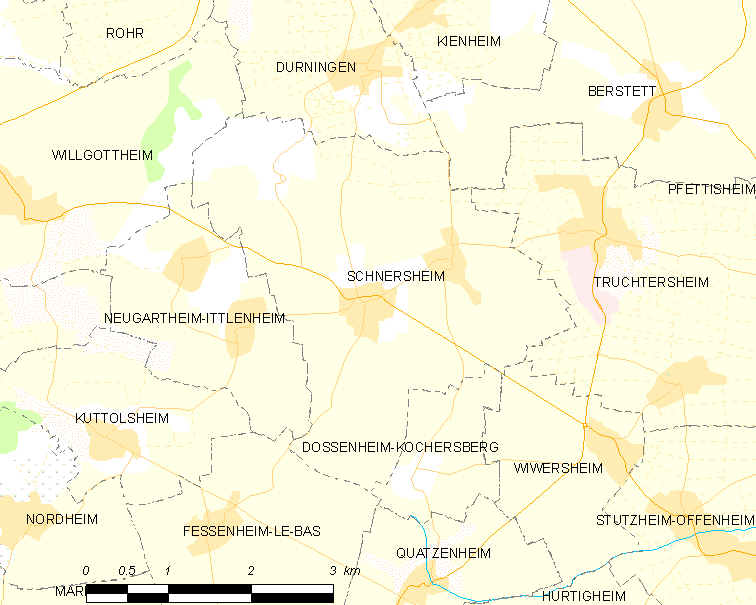
什内尔赛姆的OSM定位图

## 行政
什内尔赛姆的邮政编码为67370，INSEE市镇编码为67452。

## 政治
什内尔赛姆所属的省级选区为布克斯维莱尔县。

## 人口

1962-2008年间什内尔赛姆人口变化图示

什内尔赛姆于2022年1月1日时的人口数量为1829人。